# اوام‌وی

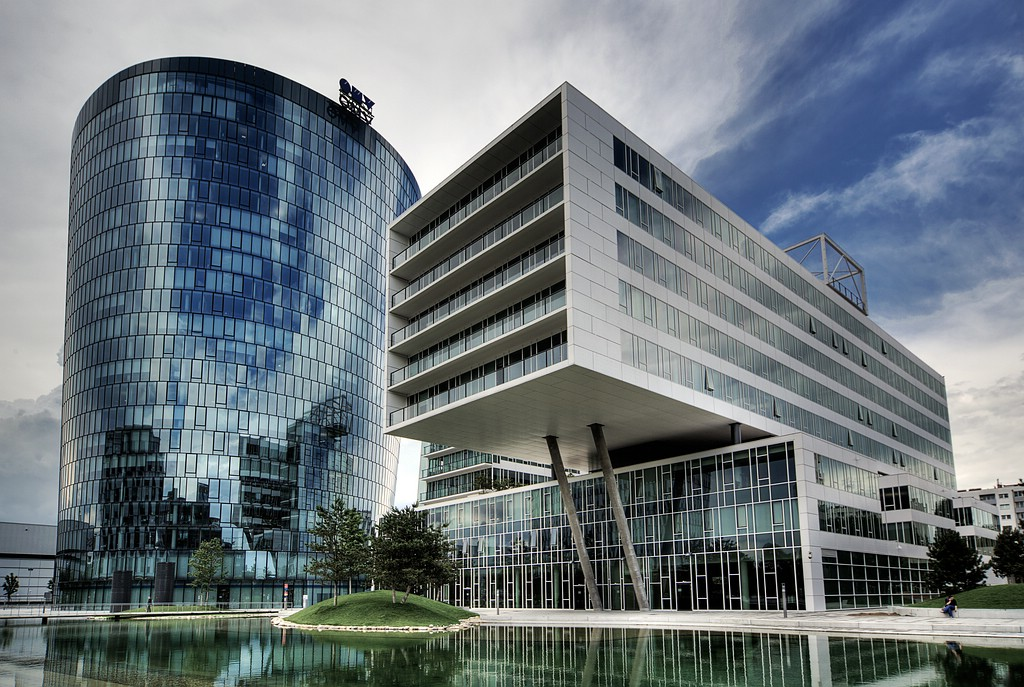
دفتر مرکزی اوام‌وی در وین، اتریش

اوام‌وی (به آلمانی: Österreichische Mineralöl Verwaltung ÖMV) شرکت نفت‌ و گاز اتریشی چندملیتی است، که مقر اصلی آن در شهر وین، اتریش قرار دارد. این شرکت در زمینه اکتشاف، استخراج و بازاریابی نفت خام و گاز طبیعی، همچنین تولید برق فعالیت می‌کند.
شرکت اوام‌وی در سال ۲۰۱۱ با درآمدی معادل ۳۴ میلیارد یورو و نیروی کاری برابر ۳۰ هزار نفر، بزرگترین شرکت در کشور اتریش بر پایه شمار کارکنان شناخته شد.
در سال ۲۰۱۱ این شرکت در حدود ۸۰۰٫۰۰۰ تن نفت و ۱٫۳ میلیارد مترمکعب گاز طبیعی در کشور اتریش تولید کرده، که این مقادیر به‌ترتیب معادل ۸۶ درصد و ۸۳ درصد از تولید کل نفت و گاز اتریش بوده‌است. بخش پایین‌دستی شرکت اوام‌وی هم‌اکنون مالک شبکه‌ای از ۴٫۲۰۰ جایگاه پمپ بنزین در اروپا می‌باشد.

## تاریخچه

پالایشگاه شیچات، در نزدیکی وین

شرکت اوام‌وی در سال ۱۹۵۶ به‌عنوان یک شرکت تابعه از کمپانی اس‌ام‌وی (SMV) تأسیس شد. چهار سال بعد، در سال ۱۹۶۰ با افتتاح پالایشگاه شیچات، در نزدیکی شهر وین فعالیت عملیاتی خود را در قالب یک شرکت پایین‌دستی در صنایع نفت و گاز آغاز نمود.
در اواخر سال ۱۹۸۷ معادل ۱۵ درصد از شرکت اوام‌وی به بخش خصوصی واگذار شد. این شرکت اولین شرکت اتریشی دولتی بود، که خصوصی شد.
شرکت اوام‌وی در سال ۱۹۸۹ میلادی ۲۵ درصد از سهام شرکت پلاستیک‌سازی بورآلیس را خریداری نمود. در تاریخ ۲۴ ژوئن ۱۹۹۰ اولین جایگاه پمپ بنزین خود را در شهر وین راه‌اندازی کرد.
شرکت سرمایه‌گذاری اماراتی آیپیک در سال ۱۹۹۴ میلادی اقدام به خریداری ۱۹ درصد از سهام شرکت اوام‌وی نمود. در اوایل سال ۲۰۰۰ میلادی با گسترش این شرکت به سمت اروپای شرقی اوام‌وی ۱۰ درصد از سهام شرکت نفتی مجارستانی مول گروپ را خریداری کرد. سپس در سال ۲۰۰۷ میزان سهام خود در مول گروپ را به ۲۰ درصد افزایش داد. گروه مول هم‌اکنون یکی از شرکت‌های تابعه اوام‌وی به‌شمار می‌آید.

## مالکیت
در سال ۲۰۱۳ ترکیب مالکین و میزان مالکیت هر یک از سهام شرکت اوام‌وی به قرار زیر می‌باشد.
| سهام‌دار         | درصد مالکیت |
| --------------- | ----------- |
| اوآی‌آگ          | ۳۱٫۵٪       |
| آیپیک           | ۲۴٫۹٪       |
| سهام خزانه      | ۰٫۳٪        |
| سهام شناور آزاد | ۴۳٫۳٪       |

## اکتشاف و تولید

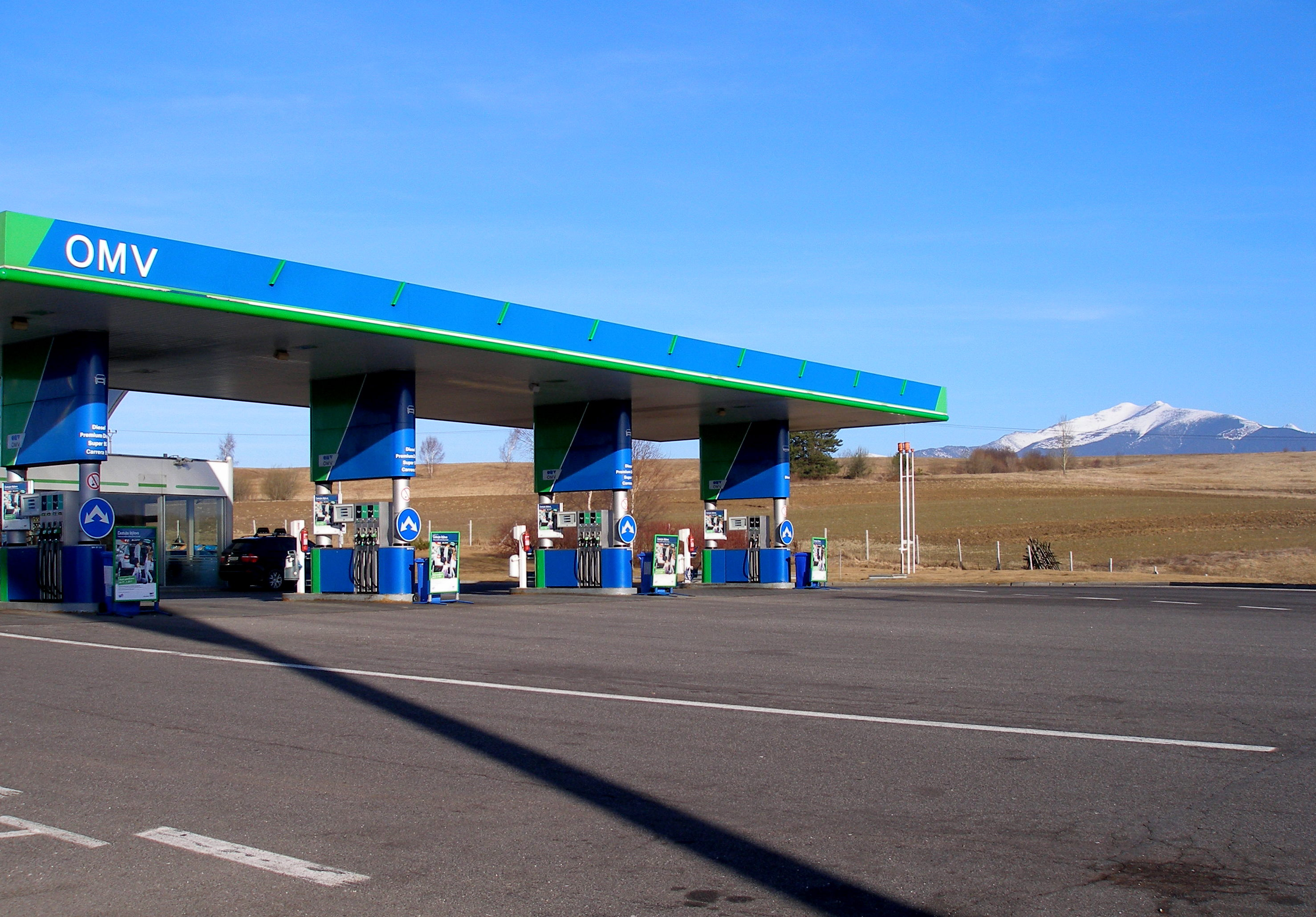
پمپ بنزین اوام‌وی در اسلواکی

بخش اکتشاف و تولید نفت و گاز شرکت اوام‌وی در کشورهای مختلف پراکنده‌است. این شرکت با تمرکز بر بخش‌های اکتشاف و تولید، از نظر عملیاتی آن‌ها را به ۳ بخش تقسیم نموده که هر قسمت دارای مدیریت مستقل می‌باشد. این ۳ بخش عبارتند از :
- اکتشاف و تولید نفت خام
- اکتشاف و تولید گاز طبیعی
- اکتشاف و تولید گاز مایع

شرکت اوام‌وی عمدتاً در کشورهای اتحادیه اروپا فعالیت نموده و در حدود دو سوم از نفت و گاز خود را از کشورهای رومانی و اتریش تولید می‌کند.
این شرکت در نظر دارد بر فعالیت خود، در زمینه اکتشاف و تولید در منطقه دریای خزر، خاورمیانه و آفریقا تمرکز بیشتری نماید.

## آمار و ارقام
در سال ۲۰۱۱ آمار شرکت اوام‌وی به شرح زیر است :
- گروه فروش : ۳۴،۰۵ میلیارد یورو
- کسر درآمد از سال گذشته : ۲٫۵ میلیارد یورو
- بازار سرمایه : ۷،۶۴ میلیارد یورو
- شمار کارکنان : ۲۹،۸۰۰ نفر